# Geotermobarometría volcánica
En el campo de la vulcanología y la geoquímica, la geotermobarometría volcánica se refiere a la medición de temperaturas y presiones en el magma. Como el magma son lavas subterráneas que suelen hallarse a más de 1000 °C bajo grandes presiones y a gran profundidad resulta prácticamente imposible hacer mediciones in situ. Esto ha llevado a realizar cálculos basados en la composición química de los minerales de las rocas volcánicas, empleando las leyes de la termodinámica. Algunos de los minerales más frecuentemente usados para estos propósitos son el olivino y el clinopiroxeno. El olivino tiene la ventaja de ser uno de los minerales más comunes en las rocás máficas que abundan en muchos volcanes de arcos y de puntos calientes. Además el olivino tiene una composición química simple, con solo dos subminerales: la fayalita (Fe2SiO4) y la forsterita (Mg2SiO4).

## Fundamentos termodinámicos
Los fenocristales (cristales visibles) de olivino y clinopiroxeno se forman lentamente a partir del magma y a medida que el magma cambia de composición también lo hacen las partes nuevas que van adhiriéndose a los cristales como capas. Esto resulta en una zonificación química en capas de los cristales donde cada capa representa un periodo de equilibrio termodinámico del cristal con su ambiente. 
- Datos: Q5488373